# Stromuhr
Die Stromuhr war ein von Carl Ludwig 1868 entwickeltes medizinisches Messgerät zur Messung der Strömungsstärke des Blutes in größeren Arterien und Venen. Dazu wurde ein Blutgefäß des Versuchstieres durchtrennt und die Stromuhr zwischen den beiden Gefäßstümpfen eingebunden. Auch andere Wissenschaftler wie Hellmut Weese und Sigurd Janssen haben damals Stromuhren konstruiert. So konnte der Volumenfluss als Quotient aus Volumen und Zeitdauer berechnet werden. Dieser Volumenstrom ist das Produkt aus Schlagvolumen und Herzfrequenz. Er ist damit identisch mit dem Herzzeitvolumen, welches früher auch als Herzsekundenvolumen oder Herzminutenvolumen bezeichnet wurde. William Harvey hatte noch das ebenfalls identische Halbstundenvolumen geschätzt.